# Takada Kenzó
Takada Kenzó (高田 賢三; Hepburn: Takada Kenzō; 1939. február 27. – 2020. október 4.) japán divattervező, a Kenzo márka alapítója, az Ázsiai Couture Szövetség tiszteletbeli elnöke.

## Gyermek- és ifjúkora
Takada a Hjógo prefektúrában található Himedzsiben született 1939. február 27-én, szülei egy szállodát vezettek. Már gyerekkorában szerette a divatot, lánytestvérei magazinjait böngészgette., Egy rövid ideig a Kóbei Városi Idegennyelvi Egyetemen tanult, de elsőéves korában elhunyt az édesapja, és Takada otthagyta az egyetemet, családja akarata ellenére. 1958-ban felvételt nyert a tokiói Bunka Divatiskolába, ahová akkor először vettek fel férfi hallgatókat. Itteni tanulmányai alatt, 1961-ben elnyerte a Szóen divatmagazin által alapított Szóen díjat. Ekkoriban a Szanai áruházban dolgozott, havonta akár 40 szettet is tervezett a lányruhaosztályon.
Takadát inspirálta Párizs, és különösen Yves Saint-Laurent. A francia divat iránti érdeklődését a Bunka-beli oktatója, Koike Csie is tovább fokozta, aki jómaga a L'École de la Chambre Syndicale de la Couture Parisienne-ben tanult. Az 1964. évi nyári olimpiai játékok miatt a kormány lebontotta a házat, melyben Takada lakott, amiért pénzbeli kompenzációt kapott. Mentora javaslatára, a pénzt felhasználva hajóval Párizsba utazott, útközben megállt Hongkongban, Saigonban, Mumbaiban és Marseille-ben. Végül 1965. január 1-jén, vonattal érkezett meg Párizsba. Takada első benyomása a városról az volt, hogy „nyomasztó és barátságtalan”, csak akkor kezdett megbarátkozni a várossal, amikor a taxival elhaladt a Notre-Dame mellett, melyet „pompásnak” talált.

## Pályafutása

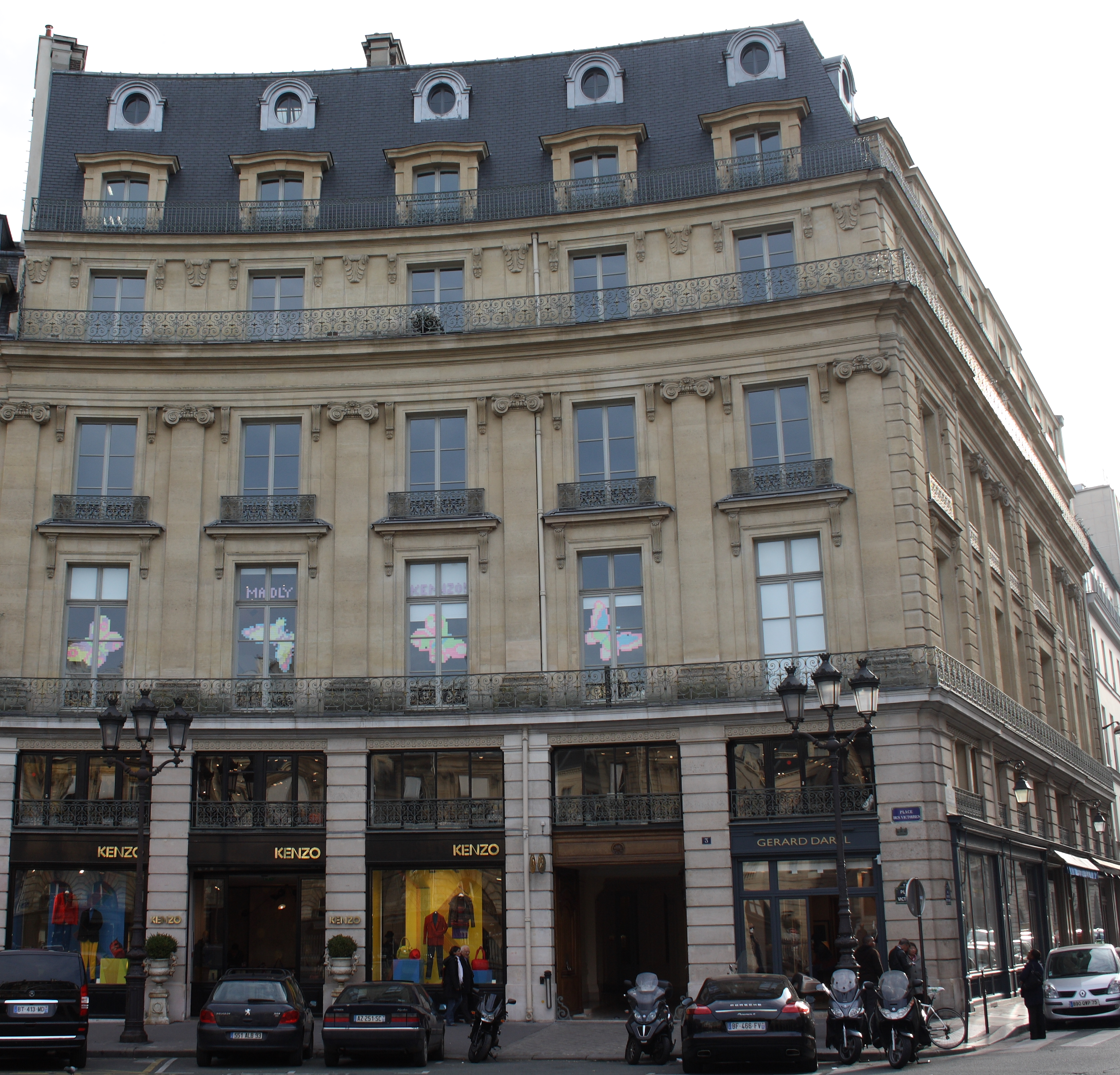
Kenzo üzlet, Párizs

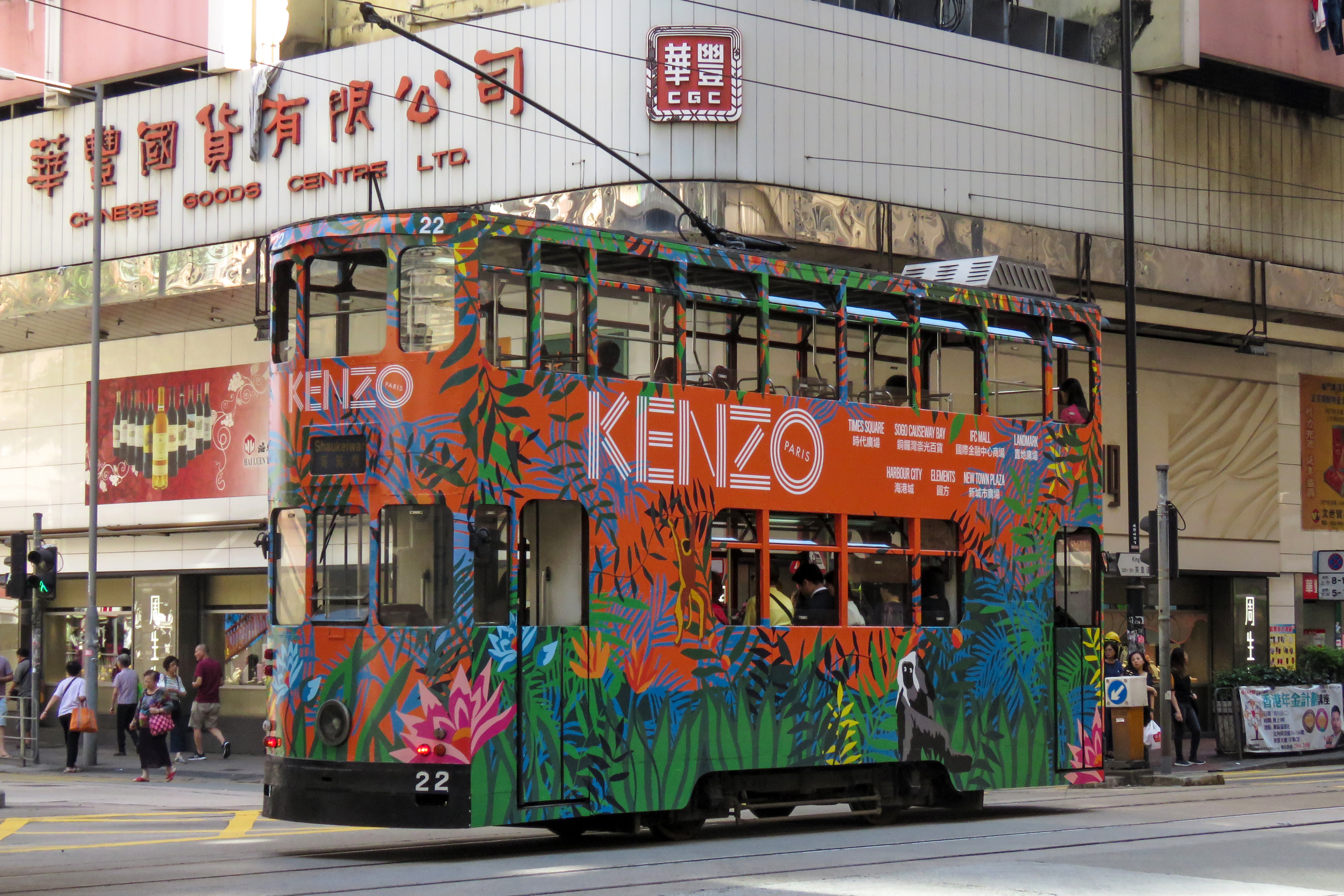
Kenzo reklám hongkongi villamoson

Takada számára eleinte nehéz volt az élet Párizsban, divatházak részére árult divatrajzokat, darabját 25 frankért. Pár hónap után el akart menni a városból, azonban megfogadta, hogy addig nem távozik, amíg nem alkot valami maradandót. Mindenképp butikot akart nyitni Párizs olyan részén, ahol kortársainak még nem sikerült. Ebben az időben a Pisanti textilgyárnál dolgozott stílustanácsadóként.
1970-ben egy bolhapiacon találkozott egy nővel, aki felajánlott neki egy kis bérleményt a Galerie Vivienne-ben, olcsón. Takada elfogadta az ajánlatot és saját üzletet nyitott. Kevés pénz állt rendelkezésére, 200 dollár értékű anyagból alkotta meg első, eklektikus és merész kollekcióját. A Galerie Vivienne-ben volt első divatbemutatója ezzel a kollekcióval. Nem volt kerete profi divatmodellek szerződtetésére, így az egyik modell pattanásait egyszerűen zöldre festették a barátaival.
Henri Rousseau Az álom (Le Rêve) című festményének inspirációja nyomán Takada az üzletét dzsungelszerű virágmotívumokkal díszítette. Mindezt szerette volna szülőföldje kultúrájával is vegyíteni, így az üzlet neve Jungle Jap lett. 1971-ben, amikor Takada az Egyesült Államokba látogatott, a Japán-amerikai Állampolgárok Ligája azt akarta, hogy Takada távolítsa el a Jap szót az üzlet nevéből. Az állami legfelsőbb bíróság azonban a rá következő évben úgy ítélte meg, hogy a terminus továbbra is használható márkanév részeként. Takada Franciaországba való visszatérése után inkább a névváltoztatás mellett döntött.
Takada erőfeszítései hamar kifizetődtek, 1970 júniusában az Elle magazin címlapjára került egyik alkotása. Gyorsan új helyre is tudott költözni, a Passage Choiseulba. Kollekcióját 1971-ben Tokióban és New Yorkban is bemutatták, 1972-ben pedig elnyerte a Japán Divatszerkesztők Klubjának díját. 1976-ban a Place des Victoireson nyitott üzletet Kenzo néven. A drámai megjelenéshez való érzékét az 1978-as és 1979-es, cirkuszi sátorban tartott divatbemutatóin is érzékeltette, ahol átlátszó uniformisban lovagló nők zárták az eseményt, ő maga pedig elefántháton vonult be. 1981-ben filmet rendezett Jume, jume no ato címmel.
Takada 1983-ban hozott ki először férfikollekciót. 1984 augusztusában a The Limited Stores bejelentette, hogy Takada egy kevésbé drága kollekciót tervez számukra Album by Kenzo néven. 1986-ban gyerekruha- és farmerkollekció is készült.
Takada a parfümök világába is belevetette magát, 1980-ban jelent meg King Kong nevű parfümje, melyet „csak úgy, szórakozásból” alkotott. 1988-ban indult női parfümválasztéka a Kenzo de Kenzo (ma Ça Sent Beau), Parfum d'été, Le monde est beau és L'eau par Kenzo nevű termékekkel. A Kenzo pour Homme  volt az első férfiaknak szánt parfümje, 1991-ben. A 2000-ben bemutatott FlowerbyKenzo a Vogue magazin szerint minden idők egyik legjobb klasszikus francia parfümje. 2001-ben KenzoKI néven bőrápolási termékeket is forgalmazni kezdett. 2016-ban Takada parfümöt alkotott az Avon számára.
1993 óta a Kenzo márka tulajdonosa az LVMH.
Takada 1999-ben visszavonult, hogy művészettel foglalkozhasson, a Kenzo divattervezői Roy Krejberg és Gilles Rosier lettek.

## Magánélete
Takada párja Xavier de Castella volt, aki 1990-ben AIDS-hez köthető betegségben halt meg. De Castella segített megtervezni Takada 1300 m²-es, japán stílusú otthonát, melyet 1987-ben kezdtek építeni és 1993-ban készült el.
Takada 2020. október 4-én hunyt el COVID–19 okozta komplikációkban Neuilly-sur-Seine-ban, 81 évesen.

## Díjai és elismerései
- Művészetek és Irodalom Érdemrendjének lovagja (Franciaország, 1984)
- Becsületmedál lila szalaggal (Japán, 1999)[59]
- Francia Köztársaság Becsületrendjének lovagja (2015)